# Vejrø
Vejrø est une île du Danemark situé au nord l'île de Lolland. 